# Gene Shaft
Gene Shaft (ジーンシャフト Jīnshafuto?) es una serie de anime original de ciencia ficción de neto corte futurista que transcurre en el espacio exterior.
Fue producida en el año 2001 por Bandai Visual, por Satelight en coproducción con Studio Gazelle y dirigida por Kazuki Akane (Escaflowne). Se emitió por el canal WOWOW desde el 15 de abril de 2001 al 28 de junio del mismo año. En América Latina fue licenciada por el canal de pago Locomotion a Bandai, estrenándose el 14 de junio del año 2004.
La historia narra sobre los viajes de la nave Birkis a través del Sistema Solar, y su tripulación de seres humanos genéticamente modificados, en su intento de descubrir los misterios de una extraña tecnología que amenaza con destruir la Tierra, y cuya naturaleza puede revelar el verdadero origen y el destino de la humanidad a fines del siglo XXIII.
La serie se caracteriza por su exploración del tema de la ingeniería genética y las posibles consecuencias al usar esta tecnología para dominante y definir el futuro de la sociedad humana.
Contiene una banda sonora con distintivo heavy metal, compuesta por Akira Takasaki, a menudo con solos de guitarra eléctrica en momentos dramáticos.
Destacando como elemento central de la historia esta el "Shaft", un mecanismo con un peculiar aspecto. Un robot humanoide que apenas se asemeja a una estructuras metálica gris, carente de atractivo, características comunes a otros mechas como los colores brillantes, o incluso una "cabeza".
Todos los títulos de los capítulos hacen referencia a relatos, novelas u obras de ciencia ficción de autores como Arthur C. Clarke, Anne McCaffrey, James Tiptree Jr., Robert Heinlein o Larry Niven, entre otros, evidenciando la fuerte influencia de la ciencia ficción anglosajona en el anime.

## Historia
La historia transcurre en el siglo vigésimo tercero, los humanos están en su pináculo evolutivo, sobrevivieron una aniquilación total en el siglo XXI. En este nuevo mundo, el gobierno controla el ADN de la gente. El gobierno dice cuántos bebés van a nacer y qué tipos (con que tipo de gen) de bebés se necesitan. Los bebés están hechos a medida de las necesidades del gobierno, y no nacen de la mujer por medio del embarazo, sino genéticamente en laboratorios. El ADN determina el futuro y posición de cada persona, la vida humana dura hasta los cuarenta y cinco años, ya que el cuerpo deja de ser útil después de esta edad.
Sin embargo, nuestra existencia es amenazada otra vez por la aparición de una extraña estructura con forma de anillo, este anillo apareció en el espacio y tiene una tecnología extraña y poderosa.
Una tripulación es reunida a bordo de una nueva nave de guerra poderosa, el Birkis, equipado con un "mecha" igualmente de extraño y poderoso llamado Shaft. El objetivo del Birkis y el Shaft es la destrucción de los Anillos.
El Shaft esconde una capacidad destructiva peligrosa, sin embargo, tiene unos errores de sistema en las computadoras lo cual hace que se detenga (se cuelgue), y para solucionar se debe reiniciar todo el sistema.
La protagonista es Mika Seido quien tiene un gen tipo "blanco", ese tipo significa que no tiene ninguna habilidad en especial. En este mundo todos empiezan con el gen "blanco" pero con el pasar de los años cambian de color, y esto demuestra un aumento en las habilidades y las capacidades, también determinando la "calidad" del individuo. Mika nunca ha cambiado del gen "blanco" por eso la consideran como anormal.
También está el Capitán Hiroto Amagiwa, el líder del Birkis, su gen le da una capacidad excelente de juzgar. En este mundo los hombres nacen y los crían únicamente para dirigir, pero el hombre tiene tendencia a ser malo, violento y peligroso, por eso el equivalente es de 9 mujeres, 1 hombre. También están otros personajes como: Beatrice Ratio, Mir Lotus (la mujer con el mejor gen del mundo), Sergei IV Sneak, Remmy Levistrauss, Sofia Galgalim (la mejor amiga de Mika), Mario y Tiki Musicanova y Dolce Saito, una genio en las computadoras, encargada de arreglar los errores de Birkis y el Shaft.

## Música
La banda sonora de la serie fue compuesta por Akira Takasaki, fue lanzada en un álbum titulado Gene Shaft - ジーンシャフト - Original Soundtrack:
- 1. Shaft Drive (TV Version)
- 2. Identification
- 3. Rock Crimbing
- 4. Crimson Sky
- 5. Prologue: Gene Shaft
- 6. Don't Close Eyes
- 7. Space Walkman
- 8. New Order
- 9. The Day, Believe All Things
- 10. Beyond The Silence
- 11. Cloudy Day
- 12. Flame Dance Crazy
- 13. Unforgettable Carnival
- 14. Cipher
- 15. Vision Fallin'
- 16. Moment Of Truth
- 17. Earth
- 18. Broken Camera (TV Version) Vocal: Ji-Zo

Otros dos álbumes fueron lanzados, uno con cuatro tracks, que incluían los temas de apertura y clausura y una versión instrumental de cada uno, llamado Gene Shaft OP Theme - SHAFT DRIVE/BROKEN CAMERA. Otro álbum de remixes titulado Gene Shaft Remix: Trans = Mist, contiene pistas remixes de cinco artistas japoneses y una versión alternativa de Cloudy Day.

### Opening
"Shaft Drive" por Akira Takasaki/Ji-Zo

### Ending
"Broken Camera" por Ji-Zo
"The Day Believe All Things" por Akira Takasaki (Episodio 13)